# Rajon Welykyj Beresnyj
Der Rajon Welykyj Beresnyj (ukrainisch Великоберезнянський район/Welykoberesnjanskyj rajon; russisch Великоберезнянский район/Welikoberesnjanski rajon) war eine Verwaltungseinheit im äußersten Westen der Ukraine und gehörte zur Oblast Transkarpatien.

## Geographie
Der Rajon lag im Nordwesten der Oblast Transkarpatien. Er grenzte im Norden an Polen, im Nordosten an den Rajon Turka (in der Oblast Lwiw), im Südosten an den Rajon Wolowez, im Süden an den Rajon Peretschyn sowie im Westen an die Slowakei.
Er lag in den Waldkarpaten und wurde von den Flüssen Usch und Ljuta durchflossen.

## Geschichte
Die Verwaltungseinheit wurde am 22. Januar 1946 als Okrug Welyki Beresny errichtet, 1953 wurde der Okrug dann in den Rajon Welykyj Beresnyj umgewandelt. Im Rahmen der administrativ-territorialen Reform im Jahr 2020 wurde der Rajon aufgelöst, sein Gebiet bildet seither den Nordteil des neuen Rajons Uschhorod.

## Administrative Gliederung
Auf kommunaler Ebene war der Rajon in 1 Siedlungsratsgemeinde und 19 Landratsgemeinden unterteilt, denen jeweils einzelne Ortschaften untergeordnet waren.
Zum Verwaltungsgebiet gehörten:
- 1 Siedlung städtischen Typs
- 31 Dörfer

### Siedlung städtischen Typs
| Name                     | Name             | Name                               | Name                         | Name        | Name    |
| ukrainisch transkribiert | ukrainisch       | russisch                           | slowakisch                   | ungarisch   | deutsch |
| ------------------------ | ---------------- | ---------------------------------- | ---------------------------- | ----------- | ------- |
| Welykyj Beresnyj         | Великий Березний | Великий Берёзный (Weliki Berjosny) | Veľké Berezné, Veľký Berezný | Nagyberezna | -       |

### Dörfer
| Name                     | Name                | Name                                       | Name                                | Name                                               | Name    | Gemeindezuordnung |
| ukrainisch transkribiert | ukrainisch          | russisch                                   | slowakisch                          | ungarisch                                          | deutsch | Gemeindezuordnung |
| ------------------------ | ------------------- | ------------------------------------------ | ----------------------------------- | -------------------------------------------------- | ------- | ----------------- |
| Behendjazka Pastil       | Бегендяцька Пастіль | Бегендяцкая Пастиль (Begendjazkaja Pastil) | Beginďatská Pastiľ, Begenďat Pastiľ | Alsópásztély, Begengyátpásztély                    | -       | Rostozka Pastil   |
| Bukiwzjowo               | Буківцьово          | Буковцево (Bukowzewo)                      | Bukovcová, Bukovec                  | Ungbükkös, Ungbukóc                                | -       | Bukiwzjowo        |
| Domaschyn                | Домашин             | Домашин (Domaschin)                        | Domašín, Domašina                   | Domafalva, Domasina                                | -       | Sil               |
| Husnyj                   | Гусний              | Гусный (Gusny)                             | Husný, Husna                        | Erdőludas, Huszna                                  | -       | Tychyj            |
| Knjahynja                | Княгиня             | Княгиня (Knjaginja)                        | Kňahynín, Kňahinina                 | Csillagfalva, Knyahina                             | -       | Strytschawa       |
| Kostewa Pastil           | Костева Пастіль     | Костева Пастиль                            | Kosťova Pastiľ, Kosťeva Pastiľ      | Nagypásztély, Kosztovapásztély                     | -       | Rostozka Pastil   |
| Kostryna                 | Кострина            | Кострина (Kostrina)                        | Kostrina, Kostriny                  | Csontos                                            | -       | Kostryna          |
| Kostrynska Rostoka       | Костринська Розтока | Костринская Розтока (Kostrinskaja Rostoka) | Roztoka                             | Rosztoka                                           | -       | Kostryna          |
| Lubnja                   | Лубня               | Лубня                                      | Lubňa, Lubno                        | Kiesvölgy, Lubnya                                  | -       | Lubnja            |
| Luh                      | Луг                 | Луг (Lug)                                  | Luh                                 | Ligetes, Luh                                       | -       | Wolosjanka        |
| Ljuta                    | Люта                | Люта                                       | Ľutá, Ľuta                          | Havasköz                                           | -       | Ljuta             |
| Malyj Beresnyj           | Малий Березний      | Малый Березный (Maly Beresny)              | Malý Berezný, Malé Berezné          | Kisberezna                                         | -       | Malyj Beresnyj    |
| Myrtscha                 | Мирча               | Мирча (Mirtscha)                           | Mirča                               | Mércse, Mircse                                     | -       | Malyj Beresnyj    |
| Rostozka Pastil          | Розтоцька Пастіль   | Розтокская Пастиль (Rostokskaja Pastil)    | Roztocká Pastiľ, Roztoka Pastiľ     | Felsőpásztély, Rosztokapásztély                    | -       | Rostozka Pastil   |
| Ruskyj Motschar          | Руський Мочар       | Русский Мочар (Russki Motschar)            | Močár, Ruský Močar                  | Oroszmocsár                                        | -       | Rostozka Pastil   |
| Sabrid                   | Забрідь             | Забродь (Sabrod)                           | Zábroď                              | Révhely, Zábrogy                                   | -       | Sabrid            |
| Sahorb                   | Загорб              | Загорб (Sagorb)                            | Záhorb                              | Határhegy                                          | -       | Sahorb            |
| Sawossyna                | Завосина            | Завосина (Sawossina)                       | Zavosina, Zausina                   | Szénástelek, Zauszina                              | -       | Malyj Beresnyj    |
| Schornawa                | Жорнава             | Жорнава                                    | Žornavý, Žornava                    | Malomrét                                           | -       | Sahorb            |
| Sil                      | Сіль                | Соль (Sol)                                 | Soľ, Soľa                           | Sóslak                                             | -       | Sil               |
| Smerekowo                | xСмереково          | Смерекова (Smerekowa)                      | Smrková, Smerekova                  | Szemerekő, Szmerekova                              | -       | Smerekowo         |
| Stawne                   | Ставне              | Ставное (Stawnoje)                         | Stavné, Stavná                      | Fenyvesvölgy                                       | -       | Stawne            |
| Strytschawa              | Стричава            | Стричава (Stritschawa)                     | Stričava                            | Eszterág, Sztricsava                               | -       | Strytschawa       |
| Stuschyzja               | Стужиця             | Стужица (Stuschiza)                        | Stará Stužica + Nová Stužica        | Patakófalu + Patakújfalu, Ósztuzsica + Újsztuzsica | -       | Stuschyzja        |
| Suchyj                   | Сухий               | Сухой (Suchoj)                             | Suchý, Suchá                        | Szuhapatak, Ungszuha                               | -       | Tychyj            |
| Tschornoholowa           | Чорноголова         | Черноголова (Tschernogolowa)               | Černohlavá, Černoholovo             | Sóhát, Csernoholova                                | -       | Tschornoholowa    |
| Tychyj                   | Тихий               | Тихий (Tichi)                              | Tichý, Tichá                        | Tiha                                               | -       | Tychyj            |
| Uschok                   | Ужок                | Ужок                                       | Užok                                | Uzsok                                              | -       | Uschok            |
| Werchowyna-Bystra        | Верховина-Бистра    | Верховина-Быстрая (Werchowina-Bystraja)    | Bystrý, Bystrá Verchovina           | Határszög, Verhovinabisztra                        | -       | Werchowyna-Bystra |
| Wyschka                  | Вишка               | Вышка                                      | Vyšká, Viška                        | Viharos, Viska                                     | -       | Wyschka           |
| Wolosjanka               | Волосянка           | Волосянка                                  | Volosianka, Volosanka               | Hajasd                                             | -       | Wolosjanka        |